# إل غراندو
بلدية إل غراندو (بالإسبانية: El Granado) هي بلدية تقع في مقاطعة ولبة التابعة لمنطقة أندلوسيا جنوب إسبانيا.

## الديموغرافيا
بلغ عدد سكان بلدية إل غراندو 567 نسمة عام 2011 (وفقاً للمعهد الوطني الإسباني للإحصاء).
| 680 | 681 | 658 | 624 | 616 | 573 | 567 |